# Mönkh Saridag
Mönkh Saridag (cũng đánh vần như Munku-Sardyk; Mông Cổ: Мөнх сарьдаг, nghĩa là "Saridag vĩnh cửu") là ngọn núi cao nhất trong dãy núi Sayan của châu Á. Ngọn núi này cao 3.491 mét (11.453 ft) và nằm trên biên giới quốc tế giữa Mông Cổ và Nga. Đây cũng là ngọn núi cao nhất ở Buryatia và là ngọn núi cao nhất ở tỉnh Khövsgöl của Mông Cổ. Ở phía nam, đường giới hạn cây ở độ cao 2000 mét, ở phía bắc là 2200 mét.